# Сосновый Бор (Дзержинский район)
Сосно́вый Бор (бел. Сасно́вы Бор) — посёлок в составе Станьковского сельсовета Дзержинского района Минской области Белоруссии. Расположен в 10-и километрах от Дзержинска, 52-х километрах от Минска, в 8-и километрах от железнодорожной станции Негорелое.

## История
До 29 мая 2008 года существовал военный городок при военной части № 30151 «А», в 2004 году в военном городе насчитывались 32 квартиры, где проживали 79 жителей. 
В 2008 году территория бывшего военного городка воинской части № 30151 «А» отнесена к категории сельского населённого пункта Ляховичского сельсовета и присвоено наименование – посёлок Сосновый Бор (название на белорусском языке – Сасновы Бор).
30 октября 2009 года посёлок включён из состава упразднённого Ляховичского сельсовета в состав Станьковского сельсовета.

## Население
| Численность населения (по годам) | Численность населения (по годам) | Численность населения (по годам) | Численность населения (по годам) | Численность населения (по годам) |
| 2004                             | 2009                             | 2017                             | 2018                             | 2020                             |
| -------------------------------- | -------------------------------- | -------------------------------- | -------------------------------- | -------------------------------- |
| 79                               | ↗115                             | ↗127                             | ↗130                             | ↗132                             |